# خانه زافیرو پولوس
خانه زافیرو پولوس مربوط به اوایل دوره پهلوی است و در شهرستان گلوگاه، بخش کلباد، دهستان کلباد شرقی، شمال غربی روستای لمراسک، مجموعه دخانیات تیرتاش واقع شده و این اثر در تاریخ ۱۴ اسفند ۱۳۸۵ با شمارهٔ ثبت ۱۷۸۰۷ به‌عنوان یکی از آثار ملی ایران به ثبت رسیده است.